# Edme Dumont
Edme Dumont (Parigi, 1720 – Parigi, 10 novembre 1775) è stato uno scultore francese.

## Biografia
Era figlio dello scultore François Dumont e di Anne Françoise Coypel (morta nel 1755), figlia del pittore Noël Coypel.
Edme Dumont ricevette le sue prime lezioni dal padre François Dumont (1687-1726), poi fu allievo di Edmé Bouchardon. Dopo aver vinto il secondo premio in scultura al concorso dell'Accademia, fu uno dei primi sei studenti ammessi all'École royale des élèves protégés, che aprì il 1º gennaio 1749. Fu approvato dall'Académie royale de peinture et de sculpture il 24 marzo 1752, una settimana prima di lasciare la scuola.
Venne messo all'Académie il 29 ottobre 1768, con la sua opera d'ammissione Milone di Crotone.
Il 16 gennaio 1759 sposò a Parigi Marie Berthault, che gli diede un figlio, lo scultore Jacques-Edme Dumont (1761-1844).
Debuttò al Salon nel 1753 e il 4 marzo 1755 firmò un contratto per realizzare un frontone presso la Manifattura reale di porcellana di Sèvres sotto la supervisione di François Boucher. Il progetto del frontone proposto non è stato completato. Nel 1761 fu proposto un nuovo progetto che venne scolpito come frontone del padiglione centrale dell'edificio della Manifattura. Il 30 aprile 1770 firmò il contratto per la realizzazione del frontone dell'Hôtel des Monnaies a Parigi, sotto la supervisione e la direzione dell'architetto Denis Antoine per la decorazione del frontone del corpo principale dell'edificio sul lato del cortile reale, con figure sedute che rappresentavano, ai lati di un quadrante, da un lato la Chimica o l'Esperimento, dall'altro lo Studio o la Vigilanza. Negli angoli del timpano sono rappresentati gli attributi caratterizzanti l'opera della moneta.
Il 10 novembre 1775, Edme Dumont morì a Parigi in estrema povertà nel suo alloggio al Palazzo del Louvre e fu sepolto il giorno dopo nel cimitero degli Innocenti, alla presenza di due suoi amici, il pittore Claude-Jude Levilly e l'architetto Jean-François Raux.

## Opere
- Parigi:
  - hôtel des Monnaies, facciata sulla corte, frontone: L'Esperienza e la Vigilanza sedute ai lati d'un surmontato da un gallo, 1770, bassorilievo in pietra, sotto la direzione di Denis Antoine[5].
  - museo del Louvre: Milone di Crotone, 1768, statuetta in marmo
- Sèvres, Centro internazionale di studi pedagogici, padiglione del re, fronte: Le armi del re circondate da piccoli geni, 1756, bassorilievo in pietra, sotto la direzione di François Boucher.

Opere di Edme Dumont
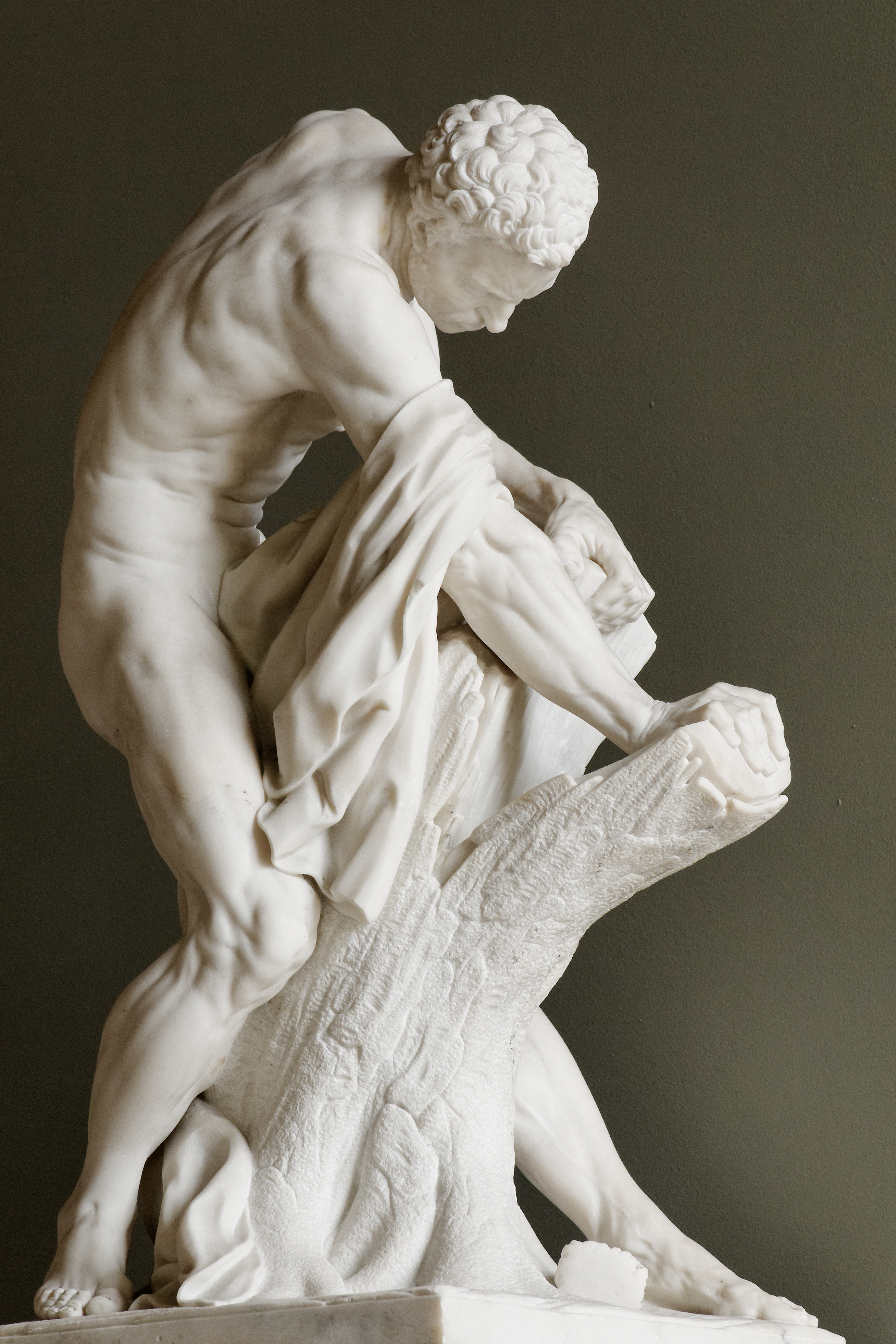
Milon de Crotone (1768), marmo, Parigi, museo del Louvre.
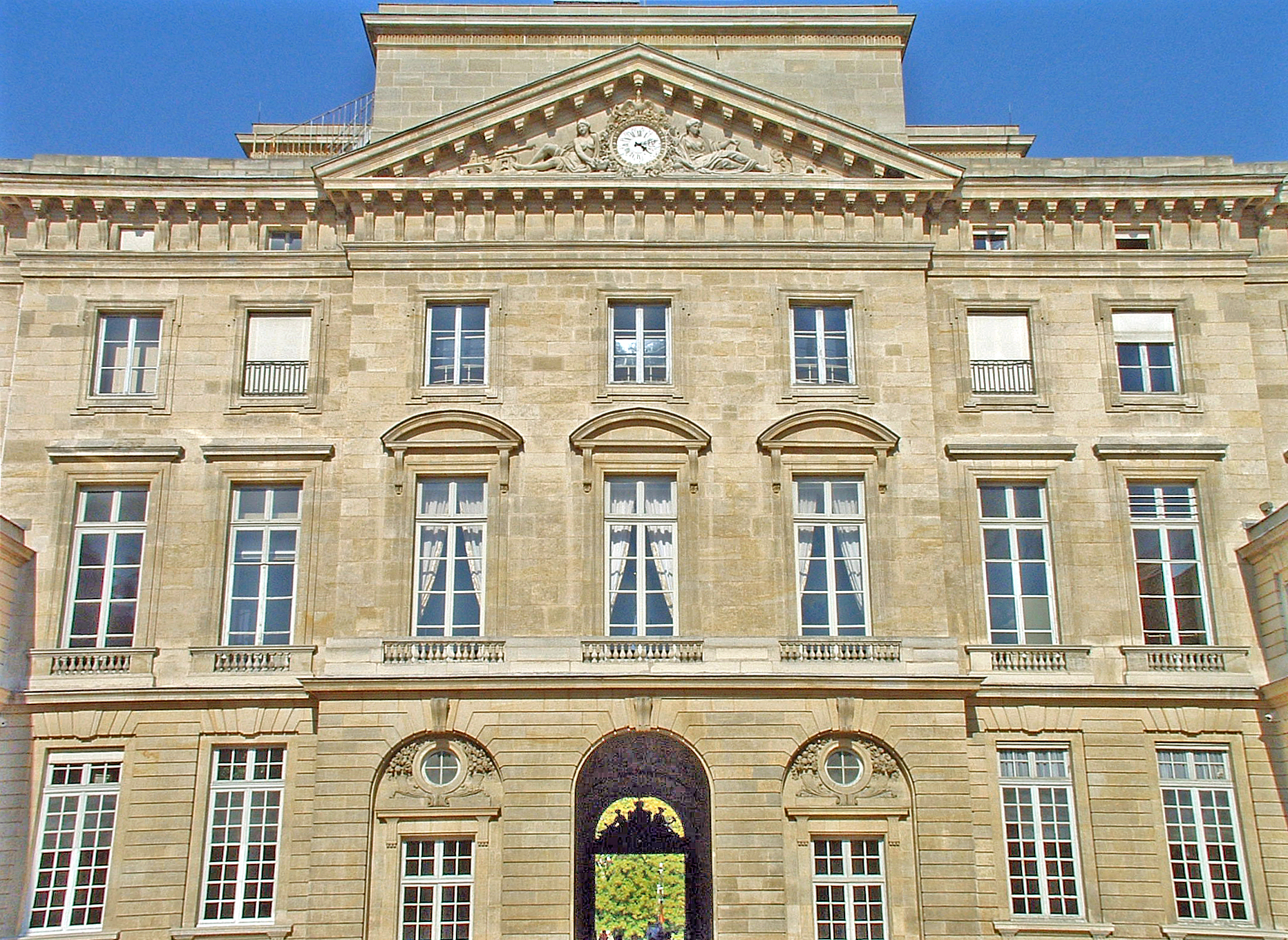
Esperienza e Vigilanza sedute accanto a un quadrante sormontato da un gallo (1770), frontone, Parigi, Hôtel de la Monnaie.